# Tatort: Das verschwundene Kind
Das verschwundene Kind ist ein Fernsehfilm aus der Krimireihe Tatort. Der vom Norddeutschen Rundfunk produzierte Beitrag ist die 1083. Tatort-Folge und wurde am 3. Februar 2019 im Programm Das Erste gesendet. Kriminalhauptkommissarin Charlotte Lindholm ermittelt in ihrem 26. Fall und Kriminalhauptkommissarin Anaïs Schmitz in ihrem ersten Fall.

## Handlung
Die 15-jährige Schülerin Julija Petkow schleppt sich blutend und mit starken Unterleibsschmerzen von zu Hause bis in den Toilettenraum einer Göttinger Schulsporthalle, von wo aus sie ihren Halbbruder Nino Brehmer um Hilfe ruft. Er entdeckt sie in einem Gebüsch vor der Halle und bringt sie auf ihre Bitte hin in seine Wohnung, die den Räumen eines Boxvereins angegliedert ist, in dem er trainiert.
Nachdem ein Hausmeister in dem Toilettenraum Blutspuren gefunden und deshalb die Polizei herbeigerufen hat, entdeckt Kommissarin Lindholm an ihrem ersten Arbeitstag in Göttingen in einem Toilettenbecken eine Plazenta mit Nabelschnur. Für die nach den Ereignissen in Der Fall Holdt frisch nach Göttingen strafversetzte Lindholm und ihre dortige Partnerin Anaïs Schmitz deutet deshalb und wegen bestimmter Fußspuren am Tatort einiges auf eine Geburt und ein Verbrechen hin, die Suche nach Mutter und Kind wird in Gang gesetzt. Durch Befragung von Schülern und Lehrern wird für die Ermittlerinnen klar, dass es sich bei der Mutter um Julija handeln muss.
Das Verhältnis von Lindholm und Schmitz ist zunächst durch gegenseitige Abneigung und Konfrontation geprägt, auch, da beide es gewohnt sind, allein zu ermitteln. Die Befragung von Julijas alleinerziehendem Vater ergibt, dass er nichts von einer Schwangerschaft seiner Tochter wusste. In den Fokus der Kommissarinnen geraten auch ihr Lehrer Johannes Grischke, der am Morgen vor Julijas Verschwinden wegen ihres Fernbleibens vom Unterricht zu ihr nach Hause kam, und der drogendealende Schüler Tim Bauer, mit dem Julija einst eine Beziehung und auch Geschlechtsverkehr hatte.
Unterdessen versteckt Nino Julija, die keinesfalls in ein Krankenhaus möchte, in seiner Wohnung, von wo aus sie aber flieht, nachdem jemand an der Wohnungstür geklingelt hat. Nachdem Nino sie wiedergefunden und in der Zeitung von einem vermissten Säugling erfahren hat, ist für ihn klar, dass sie die betreffende Mutter sein muss. Julija, nach wie vor blutend, verschweigt ihm den Namen des Vaters des Kindes. Als Nino mit ihr in einem Linienbus fährt, wird sie bewusstlos, woraufhin er nach einem Tipp an den Busfahrer verschwindet und sie in ein Krankenhaus kommt.
Es kommt zur polizeilichen Durchsuchung der Wohnung, die das Zuhause von Julija, ihrer jüngeren Schwester Polina und ihrem Vater ist. Erst spät erfahren die Kommissarinnen, dass Nino sich seinem und Julijas gemeinsamem Vater wegen eines zurückliegenden Gewaltdelikts nicht nähern darf. Während der Befragung des Vaters durch die Ermittler malt Polina ein Bild von Personen in ihrer Wohnung. Durch das Bild und Polinas Erklärungen wird deutlich, dass Julija offenbar gerade mit einem Mann intim ist. Da dieser Mann Boxhandschuhe trägt, wird für Lindholm klar, dass es sich bei dem Vater des Neugeborenen um Ralf Schmölke, Ninos Trainer im Boxverein, handeln muss.
Die Kommissarinnen begeben sich daraufhin zum Boxclub und können in letzter Minute verhindern, dass Nino Schmölke niedersticht. Für Nino stand Schmölke als Kindsvater und -mörder fest, nachdem die Kommissarinnen ihm den auffälligen Fingerring gezeigt haben, den sie am Tatort gefunden haben und dessen Träger sie zunächst nicht ermitteln konnten.
Unterdessen hat man in einem Müllcontainer, der wegen eines Streiks der Müllabfuhr noch nicht geleert wurde, die Leiche des Babys gefunden. Die forensische Untersuchung des Jungen ergibt, dass er nach seiner Geburt geatmet hat. Lindholm befragt Julija im Krankenhaus und erfährt, dass sie bis zum Einsetzen der Wehen nichts von ihrer Schwangerschaft wusste und dass sie das Kind nach der Geburt so lange an sich gedrückt hat, bis es keinen Laut mehr von sich gab, und dann in einem Spind abgelegt hat. Schmölke muss es dann weggebracht haben.

## Hintergrund
Der Film wurde vom 6. Juni 2018 bis zum 8. Juli 2018 in Hamburg und Göttingen gedreht.

## Rezeption

### Kritiken
Bei Spiegel online fand Christian Buß lobende Worte für die Etablierung von Kommissarin Schmitz, sie sei „stilsicher und klug“ gelungen. Hingegen sei das Drama um Missbrauch und Teenagermutterschaft „bedächtig und formelhaft“ ausgebreitet. Problematisch sei, dass „erst sehr umständlich ein Verdächtigen-Karussell in Gang gebracht“ werde, „das sich dann so schnell dreht, dass das eigentliche Drama um die junge Mutter, die die Schwangerschaft bis zur Geburt ignoriert hatte, in einigen dramaturgisch leerlaufenden Szenen aufgearbeitet werden muss.“
Holger Gertz urteilte in der Süddeutschen Zeitung, dass der Film unter der ausgestellten Rivalität zwischen den Kommissarinnen und dem plakativen Einsatz von Blut leide. Zwar sei das Aufeinandertreffen zweier selbstbewusster Ermittlerinnen ein „schöner Fortschritt in der bräsigen deutschen Krimitradition“, allerdings seien beide so „angestrengt auf Krawall gebürstet“, „dass es quietscht.“ Der erzählte Fall sei „relevant und traurig“ sowie „nicht unspannend“, einige Nebenfiguren und Verdächtige seien aber klischeebehaftet.
In einer Kritik, die in der FAZ erschien, beurteilte Michael Hanfeld den Film als „Fernsehen vom Reißbrett, aufgesetzt, plakativ (auch in den Bildern) und unglaubwürdig in dem Versuch, aus einem Krimi mit einer Alphafrau einen mit zweien zu machen.“ Die beiden Hauptfiguren Lindholm und Schmitz sagten „lächerliche Sätze“ auf, in denen sie sich „den sachlichen Überbau“ und die Handlung erklärten, und seien „vollends mit sich selbst beschäftigt“. Ihr Verhalten kippe „von einem Extrem ins andere“ und werde „durch nichts beglaubigt, auch nicht durch Charlotte Lindholms Vorgeschichte.“ Hingegen machten die Nebendarsteller ihre Sache im Rahmen der von Drehbuch und Regie vorgegebenen Möglichkeiten „ganz gut“.

### Einschaltquoten
Die Erstausstrahlung von Das verschwundene Kind am 3. Februar 2019 wurde in Deutschland von 9,77 Millionen Zuschauern gesehen und erreichte einen Marktanteil von 26,5 % für Das Erste.